# Hämeenlinna
Hämeenlinna (in svedese Tavastehus; in careliano Hämienlinna; in latino Tavastum o Croneburgum) è una città finlandese di 68043 abitanti, situata nella regione del Kanta-Häme.
Dal 2009 il territorio comprende anche i comuni soppressi di Kalvola, Lammi, Renko e Tuulos.

## Geografia fisica
È posizionata a 98 km a nord da Helsinki e a 75 km a sud da Tampere. È situata sulle sponde del lago Vanajavesi. La superficie delle acque è di 18,5 km² su un territorio totale di 185,1 km².

## Storia
Le origini di Hämeenlinna sono incerte, nella vicinanza dell'attuale centro della città c'è un significativo sito archeologico in cui si possono trovare i resti di una città antica, chiamata "Vanain kaupunki"' ("città vecchia"). La città attuale si è sviluppata intorno all'omonimo castello risalente al 1280. A Hämeenlinna fu concesso lo status di città nel 1639 da Per Brahe.

## Monumenti e luoghi d'interesse
Oltre al Castello di Häme, la città è conosciuta per la presenza del parco di Aulanko.

## Geografia antropica

### Urbanistica
Hämeenlinna è divisa in due dall'autostrada Helsinki-Tampere. È stata pianificata la costruzione di una copertura dell'autostrada in modo da ricollegare le due parti.

## Infrastrutture e trasporti

### Ferrovie
Il primo collegamento ferroviario in Finlandia fu proprio tra Helsinki e Hämeenlinna e venne aperto il 31 gennaio 1862. Questo ebbe un'importanza decisiva per lo sviluppo industriale della città.

## Amministrazione

### Gemellaggi
- Celle

## Sport

### Calcio
La principale squadra di calcio della città si chiama FC Hämeenlinna.

### Sport invernali

#### Biathlon
La città ospitò una tappa della Coppa del Mondo di biathlon 1989.

#### Hockey su ghiaccio
Hämeenlinna ha organizzato in più occasioni competizioni internazionali di hockey su ghiaccio: nel 1998 e nel 2004 il Mondiale Under 20 (assieme a Helsinki); nel 2009 il Mondiale femminile.